# Plattfläta
Plattfläta (Hypnum jutlandicum) är en bladmossart som beskrevs av Kield Áxel Holmen, Warncke in Damsholt, Holmen och Warncke 1969. Plattfläta ingår i släktet flätmossor, och familjen Hypnaceae. Arten är reproducerande i Sverige. Inga underarter finns listade i Catalogue of Life.

## Bildgalleri

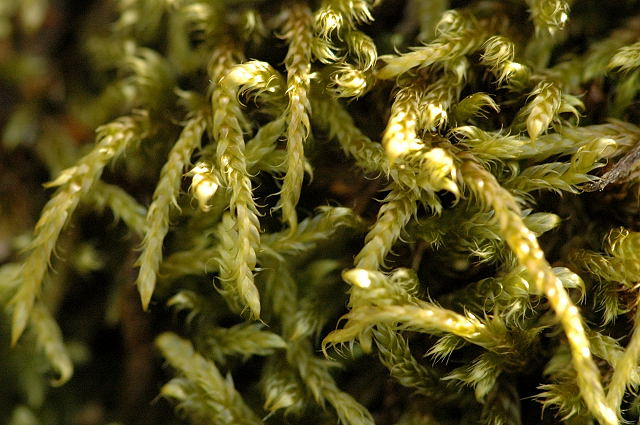
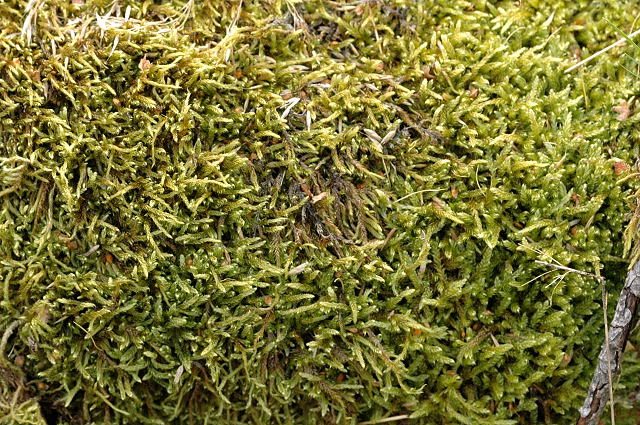